# Championnats d'Asie de VTT 2024
Navigation
Édition précédente Édition suivante
Les Championnats d'Asie de VTT 2024 ont lieu du 8 au 12 mai 2024 à Putrajaya en Malaisie pour le cross country, le cross-country eliminator et la descente.

## Résultats

### Cross-country
| Épreuves               | Or                                                                         | Argent | Bronze |
| ---------------------- | -------------------------------------------------------------------------- | --- | --- |
| Hommes élites          | Toki Sawada                                                                | Denis Sergiyenko                                                                                                  | Yuan Jinwei                                                                                                 |
| Hommes moins de 23 ans | Tatsumi Soejima                                                            | Wang Sheng | Gong Zengwu                                                                                                 |
| Hommes juniors         | Qin Shaochao                                                               | Wen Linghao | John Andre Aguja                                                                                            |
| Femmes élites          | Wu Zhifan                                                                  | Li Hongfeng | Yang Maocuo                                                                                                 |
| Femmes moins de 23 ans | Wang Ting                                                                  | Sayu Bella Sukma Dewi                                                                                             | Phi Kun Pan                                                                                                 |
| Femmes juniors         | Xie Xianran                                                                | Yang Mingxue | Aika Hiyoshi                                                                                                |
| Relais mixte           | Chine Wang Sheng Wu Zhifan Qin Shaochao Yang Mingxue Wang Ting Mi Jiujiang | Indonésie Zaenal Fanani Feri Yudoyono Dela Anjar Wulan Sayu Bella Sukma Dewi Elvia Tri Wulandari Adrian Kurniawan | Kazakhstan Denis Sergiyenko Nikita Galkin Ilyas Rakhimov Alina Sarkulova Yevgeniya Zaam Madina Zhurtybayeva |

### Cross-country eliminator
| Épreuves      | Or                | Argent                | Bronze                   |
| ------------- | ----------------- | --------------------- | ------------------------ |
| Hommes élites | Zulfikri Zulkifli | Gart Gaerlan          | Ahmad Syazrin Awang Ilah |
| Femmes élites | Gao Yuanpan       | Sayu Bella Sukma Dewi | Nur Fitrah Shaari        |

### Descente
| Épreuves | Or                | Argent              | Bronze                |
| -------- | ----------------- | ------------------- | --------------------- |
| Hommes   | Methasit Boonsane | Sheng Shan Chiang   | Rendy Varera Sanjaya  |
| Femmes   | Milatul Khaqimah  | Vipavee Deekaballes | Riska Amelia Agustina |